# United States Air Force Academy
United States Air Force Academy (förkortat USAFA), är det amerikanska flygvapnets service academy, grundat år 1954 och belägen strax norr om Colorado Springs i El Paso County, Colorado. 

## Beskrivning
USAFA utbildar officerskadetter som efter ett fyraårigt grundutbildningsprogram erhåller officersfullmakt samt bachelorexamen (Bachelor of Science) i ett av de 26 huvudämnen som erbjuds. 
1949 tillsatte USA:s flygvapenminister Stuart Symington en kommission för att leta fram en lämplig plats för den nya försvarsgrenens egna officershögskola. Kommissionen gick igenom 580 platser i 45 delstater, innan 3 återstod. 1954 valdes platsen norr om Colorado Springs och delstaten Colorado bidrog med en miljon dollar. USAFA öppnades 1955 och den första avgångsklassen var 1959. Innan campuset öppnades 1958 användes tillfälliga lokaler på Lowry Air Force Base i Denver. De första kvinnliga kadetterna påbörjade sin utbildning 1976 och tog examen med 1980 års avgångsklass.
USAFA:s fakultetsbyggnader är uppförda i en futuristisk stil, och är också en av delstaten Colorados större besöksmål med över 200 000 besökare per år. Innan 11 septemberattackerna 2001 var det genomsnittliga antalet besökare över 700 000 per år, men därefter har öppenheten gett vika åt ökad säkerhet.
På campuset finns Falcon Stadium som förutom sportevenemang (college football) används även vid den årliga avslutningsceremonin i maj.

## Bildgalleri

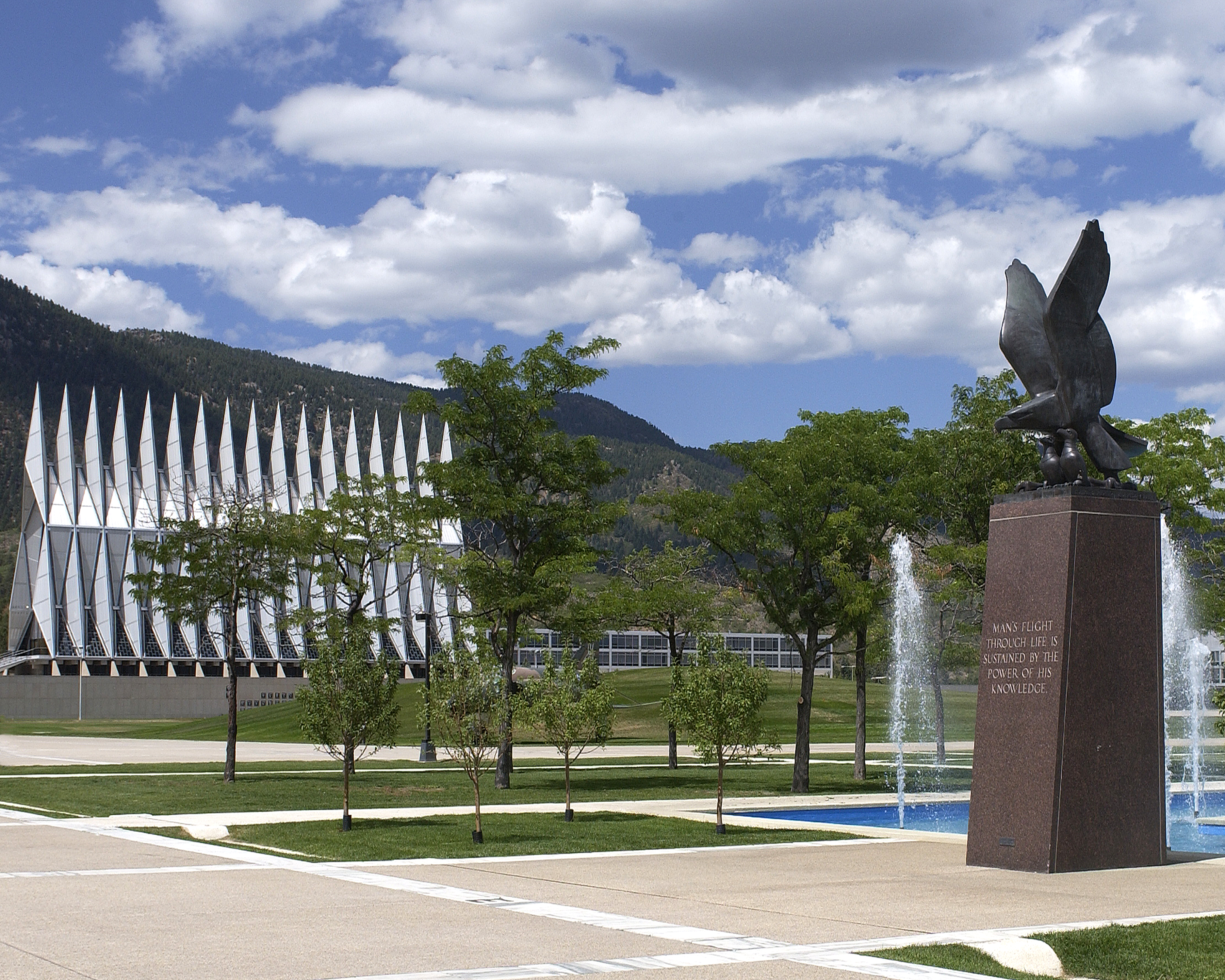
Södra delen av Air Gardens med kapellet i bakgrunden.
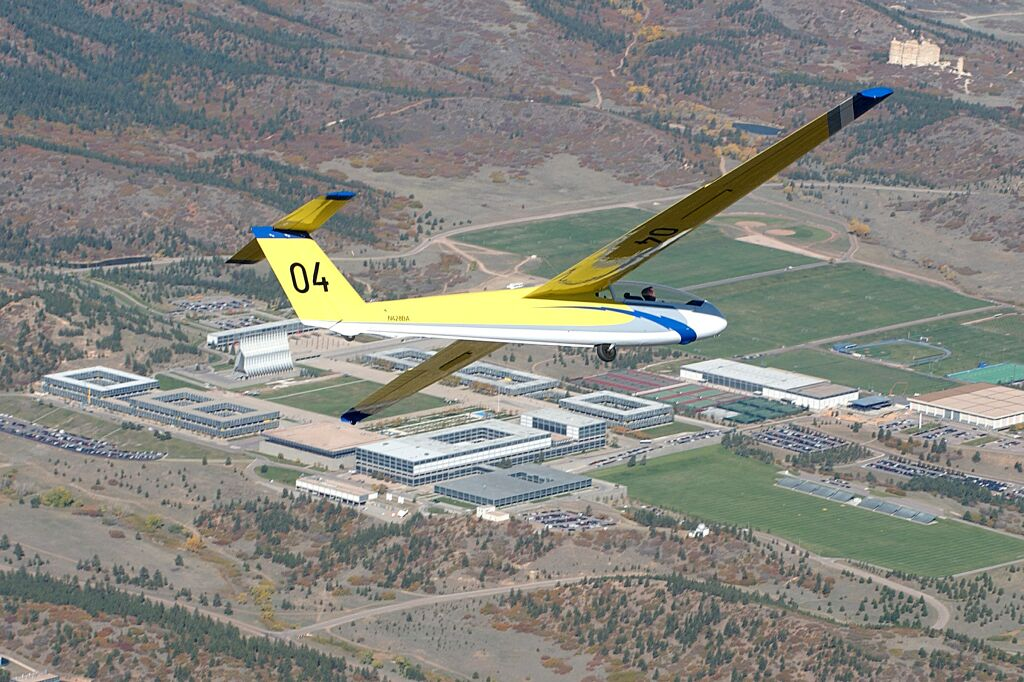
Segelflygplan övanför campusområdet vid foten av Klippiga bergen.
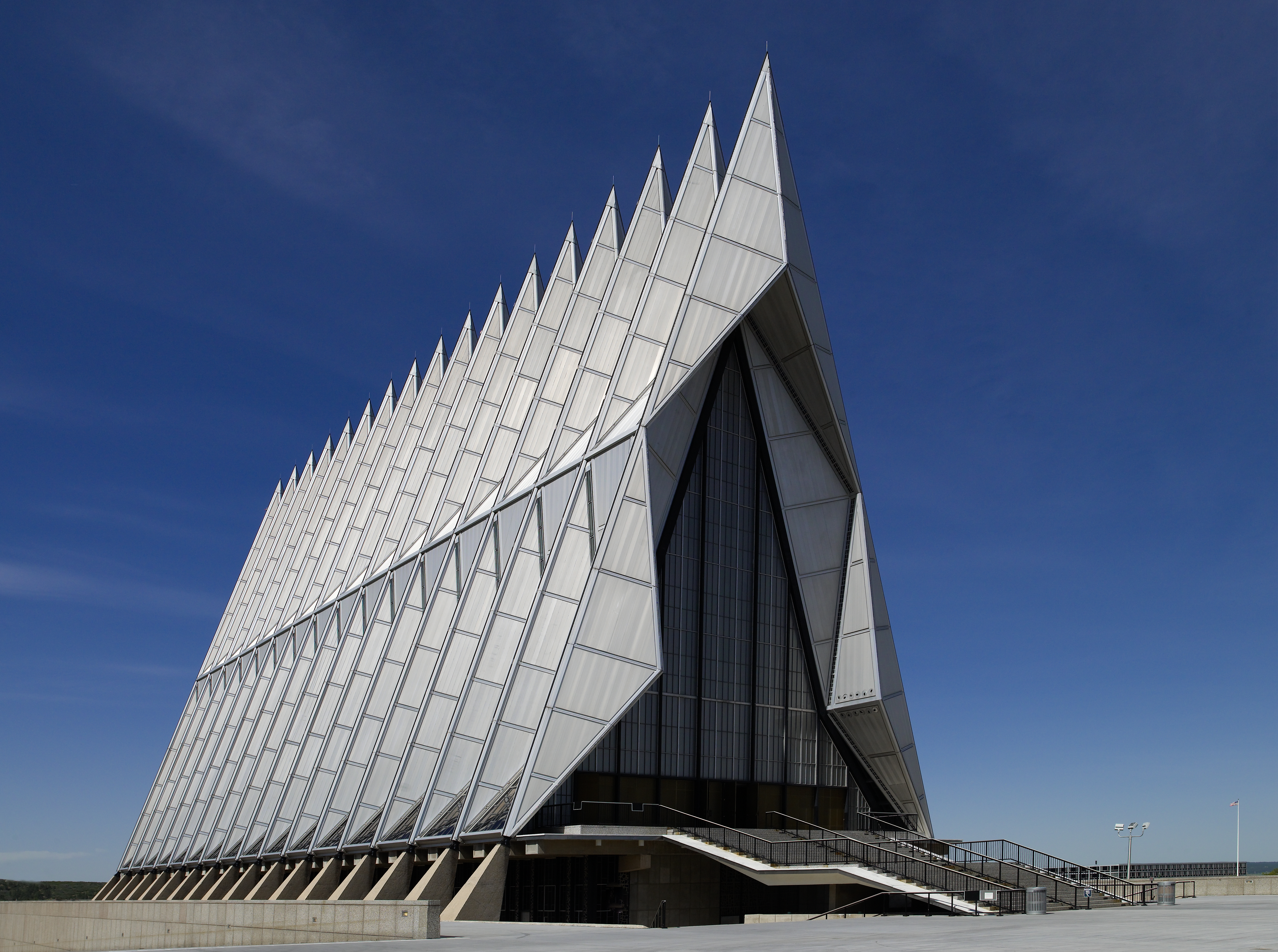
Kapellet i futuristisk stil.
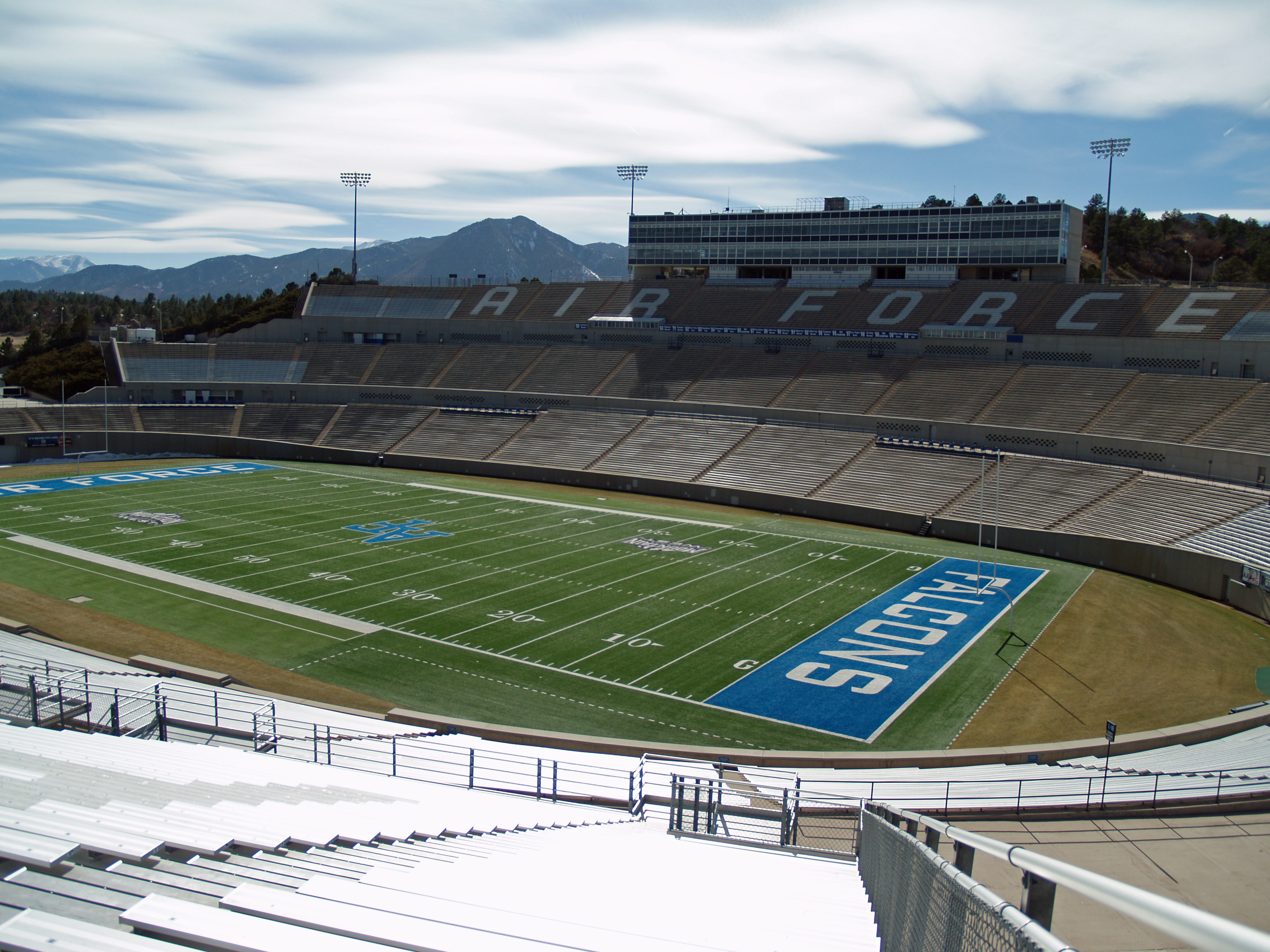
Falcon Stadium.
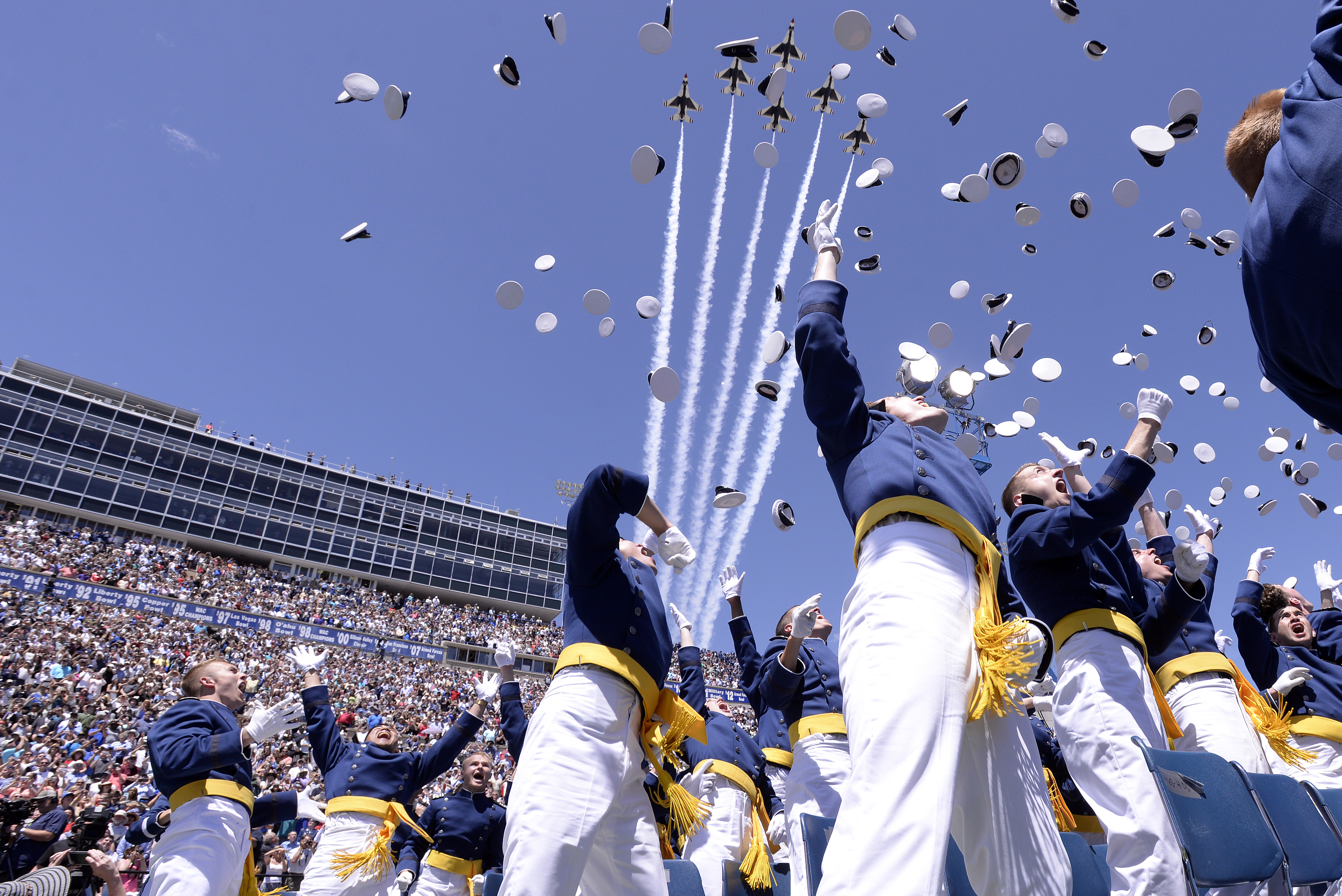
Avslutningsceremoni 2016 med överflygning av Thunderbirds.